# Джеймс Кларк Максуел
Джеймс Кларк Максуел (на английски: James Clerk Maxwell) е шотландски физик и математик, член на Единбургското кралско дружество (от 1855) и на Лондонското кралско дружество (от 1861).
Неговите най-големи заслуги са в класическата електромагнитна теория, в която той синтезира необвързаните дотогава наблюдения, уравнения и експерименти в областта на електричеството, магнетизма и даже оптиката. Уравненията, известни като уравнения на Максуел показват, че електричеството, магнетизмът и светлината са прояви на едно и също явление: електромагнитното поле.
Максуел показва, че електричното и магнитното полета се разпространяват в пространството под формата на вълни с постоянна скорост, тази на светлината. Той пръв предполага, че светлината има същата природа като електрическите и магнитните явления. Неговият обединяващ модел на електромагнетизма е едно от най-големите достижения на физиката. Той също развива разпределението на Максуел известно още като разпределение на Максуел-Болцман, което е статистически способ за описание на молекулярно-кинетичната теория на газовете. Той прави и първата цветна снимка през 1861 година.
Джеймс Кларк Максуел е физикът на XIX век, който оказва най-голямото влияние върху физиците от XX век. Неговите постижения са сравнявани с тези на Нютон и Айнщайн. В проучване от края на хилядолетието за определяне на стоте най-известни физици, Максуел бе избран за третия най-велик физик на всички времена, след Нютон и Айнщайн. Айнщайн има снимки на стената си на Майкъл Фарадей, Исак Нютон и Джеймс Кларк Максуел.

## Биография

### Ранни години

#### Произход и детство
Джеймс Кларк Максуел е роден на 13 юни 1831 г. на ул. „Индия“ № 14 в Единбург в семейството на шотландски благородник, адвоката Джон Кларк Максуел, и Франсис Кей. Бащата е заможен човек от семейство Кларк от Пеникук, като по-големият му брат Джордж Кларк е шестият баронет в семейството и дълго време е депутат от партията на торите. Бащата е роден с името Джон Кларк, но добавя Максуел към името си, след като още като дете през 1793 година наследява провинциалното имение Мидълби край Корсък, заради връзки с високопоставеното благородническо семейство Максуел. Майката е дъщеря на юриста Робърт Ходшън Кей и сестра на адвоката и пионер на фотографията Джон Кей. Джеймс Кларк Максуел е първи братовчед на художничката Джемайма Блекбърн (дъщеря на сестра на баща му) и на инженера Уилям Дайс Кей (син на брат на майка му). Кей и Максуел са близки приятели, като Кей е шафер на сватбата на Максуел.
Родителите на Максуел се срещат и се женят, когато и двамата са над тридесет години, а майка му е на близо 40, когато той се ражда. Преди него двойката има още едно дете, дъщеря на име Елизабет, която умира в ранна детска възраст.
Когато Максуел е още малък, семейството му се премества в къщата „Гленлеър Хаус“, която родителите му са построили в наследеното имение Мидълби, чиято площ е над 6000 декара. По всичко личи, че Максуел е проявявал упорито любопитство от ранна възраст. Когато е тригодишен всичко, което се движи, блести или издава шум, привлича вниманието му и предизвиква въпроси.

#### Начално образование
Осъзнавайки възможностите на момчето, майката на Максуел, Франсис, се заема с началното обучение на Джеймс, което във викторианската епоха до голяма степен пада върху жената в домакинството. На осем години той може да рецитира дълги пасажи на Джон Милтън и целия Псалом 118 от Псалтира (176 стиха). Всъщност по това време той вече има подробни познания за Светото писание и може да посочи главата и стиха на почти всеки цитат от Псалтира. Тогава майка му заболява от рак на стомаха и след неуспешна операция умира през декември 1839 година, когато Максуел е осемгодишен. След смъртта на майка му образованието на Джеймс поемат баща му и стринка му Джейн, като и двамата изиграват важна роля в неговия живот.
Формалното образование на Максуел започва безуспешно под ръководството на шестнадесетгодишен домашен учител. Малко се знае за младежа, но той се отнася грубо с младото момче, като го упреква за това, че е глупав и своенравен. Наставникът е отстранен през ноември 1841 година и след значително преосмисляне на ситуацията Джеймс е изпратен в престижната Единбургска академия. Докато учи там, той живее в дома на леля си Изабела. По това време неговото влечение към рисуването е насърчавано от братовчедка му Джемайма.
Десетгодишният Максуел, израсъл в отдалеченото провинциално имение на баща си, не се вписва добре в училище. Тъй като в първи клас няма свободни места, той трябва да се запише направо във втори, където съучениците му са с година по-големи. Неговите маниери и провинциален акцент изглеждат селски на другите момчета. След като пристига на първия учебен ден, облечен с чифт домашни обувки и туника, получава обидния прякор „Дафти“. Максуел обаче изглежда не се дразни от прякора си и го носи без оплакване в продължение на години. Социалната изолация в Академията приключва, когато се запознава с Люис Кембъл и Питър Гътри Тейт, две момчета на близка до неговата възраст, които по-късно стават известни учени и които остават негови приятели за цял живот.
Максуел е очарован от геометрията от ранна възраст, откривайки правилните многостени още преди да тръгне на училище. Въпреки че печели училищна награда за библейска биография през втората си година, като цяло неговата работа в училище не е забелязана, докато на 13-годишна възраст не спечелва математическия медал на училището и първа награда за английски и поезия.
Интересите на Джеймс Кларк Максуел излизат извън рамките на учебната програма и той не отделя особено внимание на изпитните си резултати. Пише първата си научна статия на 14-годишна възраст. В нея той описва механично средство за изчертаване на математически криви с канап и свойствата на елипси, овали и подобни криви с повече от два фокуса. Неговата работа „Овални криви“ е представена пред Кралското дружество на Единбург от Джеймс Форбс, професор по натурфилософия в Единбургския университет, защото Максуел е твърде млад, за да представи сам работата си. Изследването му не е напълно оригинално, тъй като Рене Декарт също изследва свойствата на такива елипси още в седемнадесети век, но Максуел опростява тяхното конструиране.

#### Единбург и Кеймбридж
Джеймс Кларк Максуел напуска Единбургската академия през 1847 година, когато е шестнадесетгодишен, и отива да учи в Единбургския университет. Той има възможност да следва и в Кеймбриджкия университет, но след първия семестър решава да довърши бакалавърската си степен в Единбург. Преподавателският състав на университета включва някои много авторитетни имена, като през първата му година сред неговите преподаватели са Уилям Хамилтън по логика и метафизика, Филип Келанд по математика и Джеймс Форбс по естествена философия.
Максуел не смята заниманията в университета за особено ангажиращи и използва свободното си време за собствени проучвания, както в Единбург, така и у дома в Гленлеър. Там той прави експерименти с подръчно химическо, електрическо и матнитно оборудване, но основният му интерес е към свойствата поляризираната светлина. Той конструира фигури от желатин, подлага ги на различни напрежения и с помощта на чифт поляризационни призми, предоставени му от Уилям Никол, наблюдава цветните фигури, образуващи се в желатина. По този начин той открива фотоеластичността, която може да се използва за определяне на разпределението на напреженията в еластични тела.
На 18 години Максуел публикува две статии в списанието на Кралското дружество на Единбург. Една от тях, „За равновесието на еластични тела“, е в основата на важно откритие, което прави по-късно – временното двойно лъчепречупване във вискозни течности, подложени на срязващи напрежения. Другата му статия е „Търкалящи се криви“ и както по-рано с „Овални криви“ тя е представена пред Дружеството от неговия преподавател Филип Келанд, тъй като Максуел е смятан за твърде млад.
През октомври 1850 година, вече напреднал в математиката, Джеймс Кларк Максуел напуска Шотландия и отива в Кеймбриджкия университет. Първоначално постъпва в „Питърхаус Колидж“, но в края на първия си семестър се прехвърля в „[[Тринити Колидж (Кеймбридж)>]]“, смятайки че там по-лесно ще получи преподавателска позиция. В „Тринити“ той е избран в елитното тайно общество на Кеймбриджките апостоли. През следващите години възгледите му за християнството и науката бързо се развиват, като смята, че и религията трябва да бъде предмет на интелектуална критика, оставайки убеден, че християнството не противоречи на научния подход. През лятото на третата си година в Кеймбридж Максуел прекарва известно време в Съфолк в дома на духовника Чарлз Банджамин Тейлър, чичо на негов състудент, където религиозността на семейството му прави силно впечатление.
През ноември 1851 година Максуел учи при Уилям Хопкинс, известен с успешната подготовката на редица даровити математици.
През 1854 година Джеймс Кларк Максуел се дипломира в „Тринити Колидж“ със степен по математика, класирайки се втори на финалния изпит след Едуард Раут. По-късно завършва наравно с Раут в по-тежкия изпит за Наградата „Смит“. Веднага след дипломирането си Максуел представя през Кеймбриджкото философско дружество своята статия „За трансформацията на повърхнините чрез огъване“. Това е една от малкото чисто математически статии, които той пише, но тя показва нарастващата му репутация като математик.

### Преподавателска дейност
След дипломирането си Джеймс Кларк Максуел решава да остане в „Тринити Колидж“ и кандидатства за преподавателска позиция, процес, който обикновено отнема няколко години. За това време той би бил свободен, извън ограничено участие в преподавателска и изпитна дейност, да работи върху научните си интереси така, както му харесва.
Природата и възприемането на цветовете е сред тези интереси още от времето в Единбургския университет като студент на Форбс. С помощта на цветните пумпали, изобретени от Форбс, Максуел успява да покаже, че бялата светлина е резултат от смесването на червена, зелена и синя светлина. Статията му „Експерименти върху цвета“ излага принципите на съчетаване на цветовете и е представена, този път лично от него, пред Кралското дружество на Единбург през март 1855 година.
Джеймс Кларк Максуел става преподавател в „Тринити Колидж“ на 10 октомври 1855 година, по-бързо от обичайното, и му е възложена подготовката на лекции и изпитни материали по хидростатика и оптика. През следващия февруари Форбс го убеждава да кандидатства за овакантена катедра по естествена философия в Абърдийнския университет. Баща му му помага в подготовката на нужните документи, но умира на 2 април в Гленлеър преди резултатите да станат известни. Максуел приема професорското място в Абърдийн и напуска Кеймбридж през ноември 1856 година.
През 1860 г. Максуел става професор по естествени науки и астрономия в Кингс Колидж Лондон, където остава до 1865 г.

### Последни години
През 1865 г. поради сериозно заболяване Максуел се премества в родното си място близо до Единбург. Тук продължава да се занимава с наука и написва няколко съчинения по физика и математика. От 1871 г. е професор по експериментална физика в Кеймбридж. Под негово ръководство е създадена прочутата научноизследователска Кавендишка лаборатория в Кеймбридж, която оглавява до края на живота си.

## Научно творчество
Първата си научна статия Максуел написва на 14 години. Тя е посветена на овалните криви и е публикувана през 1846 г. в „Трудове на Единбургско кралско дружество“. Като преподавател в Тринити колидж Максуел прави експерименти по теория на цветовете и изобретява „диска на Максуел“. За работата си по възприемането на цветовете и оптиката получава през 1860 г. медала на Румфорд.
През 1857 г. Кеймбриджкият университет обявява конкурс за най-добро изследване по темата за устойчивостта на пръстените на Сатурн, открити от Галилей в началото на XVII век Лаплас доказва, че пръстените не могат да са твърди. Максуел се убеждава, че те не могат да бъдат и течни. Неговото откритие е, че пръстените представляват рой несвързани помежду си метеорити, чиято устойчивост се дължи на привличането на Сатурн. За тази си работа Максуел получава наградата на Дж. Адамс.
Максуел е един от създателите на кинетичната теория на газовете, като през 1860 г. извежда закон, описващ статистическото разпределение на газовите молекули в зависимост от скоростта им. В рамките на своята теория обяснява закона на Авогадро, дифузията, топлопроводността, вътрешното триене. През 1867 г. показва статистическия характер на втория закон на термодинамиката – закон на Максуел.
През 1861 г. Максуел започва изследвания в областта на електричеството и магнетизма. Следвайки Фарадей, той разработва хидродинамичен модел на силовите линии и изразява известните тогава съотношения на електродинамиката на математически език. Основните резултати от това изследване са публикувани в труда „Фарадееви силови линии“ (Faraday’s Lines of Force, 1857).
Най-голямото научно постижение на Максуел е създаването на теорията на електромагнитното поле (Трактат за електричеството и магнетизма, 1873), формулирана от него във вид на система уравнения (Уравнения на Максуел), които изразяват основните закономерности на електромагнитните явления и днес заемат централно място във физиката – в основата са на електро- и радиотехниката. В теорията си той въвежда новото понятие ток на електрическа индукция. Предсказва и съществуването на електромагнитно лъчение (електромагнитни вълни) в празното пространство, където това лъчение се разпространява със скоростта на светлината. Така Максуел стига до идеята за електромагнитния характер на светлината и разкрива връзката между оптичните и електромагнитните явления. Пресмята теоретично светлинното налягане. Доказва теоремата на Максуел в теорията на еластичността, определя термодинамичните съотношения на Максуел, развива теорията на цветното зрение. Конструира и редица уреди.
Може би не толкова популярни са приносите му към фотографията и по-специално откритието, че цветна снимка може да се получи чрез разделяне на светлината с филтри на червена, зелена и синя. През 1861 г. той представя концепцията за цветната фотография на лекция в Кралската институция. Образът е на панделка от тартан (характерен шотландски мотив) и процедурата по получаването му включва фотографиране през съответния филтър, проявяване на образа в негатив върху прозрачна фотографска плака и след това едновременно прожектиране на трите плаки с три прожектора през съответния цветен филтър върху екран. При добро фокусиране се получава пълноцветен образ. Днес трите плаки се намират в малкия музей в родната къща на Максуел в Единбург (14 India Street, Edinburgh). Строго погледнато, тази демонстрация само илюстрира концепцията за цветност по принципа на адитивно смесване на цветовете, без да води до истинска цветна снимка, но въпреки това Максуел се счита за изобретил цветната фотография.
Между 1855 и 1872 г. той продължава изследванията си, свързани с възприемането на цветовете и цветната слепота, като за първото е награден с медала Ръмфорд от Кралското дружество. Той измисля прости и удобни инструменти, наречени „дискове на Максуел“ чрез които се изследва ефекта от смесването на три първични цвята като се върти т.нар. „цветен пумпал“. Така поставя началото на широко използваните днес цветови модели (напр. RGB) и хроматични диаграми.
През последните години от живота си подготвя за печат ръкописното наследство на Кавендиш. Два големи тома излизат от печат през октомври 1879 г.

## Памет
На Максуел са кръстени:
- Максуел (означение Mx) – единица за измерване на магнитния поток в системата CGS
- Максуел – планина на Венера